# NGC 3273
NGC 3273 est une galaxie lenticulaire située dans la constellation de la Machine pneumatique. NGC 3273 a été découverte par l'astronome britannique John Herschel en 1866.

## Caractéristiques
Sa vitesse par rapport au fond diffus cosmologique est de 2 981 ± 24 km/s, ce qui correspond à une distance de Hubble de 44,0 ± 3,1 Mpc (∼144 millions d'al).
À ce jour, trois mesures non basées sur le décalage vers le rouge (redshift) donnent une distance de 36,133 ± 8,532 Mpc (∼118 millions d'al), ce qui est à l'intérieur des valeurs de la distance de Hubble. Notons cependant que c'est avec la valeur moyenne des mesures indépendantes, lorsqu'elles existent, que la base de données NASA/IPAC calcule le diamètre d'une galaxie et qu'en conséquence le diamètre de NGC 3273 pourrait être d'environ 29,8 kpc (∼97 200 al) si on utilisait la distance de Hubble pour le calculer.

## Groupe de NGC 3273
NGC 3273 est la galaxie la plus grosse et la plus brillante d'un trio de galaxies qui porte son nom. Les deux autres galaxies du groupe de NGC 3273 sont IC 2584 et NGC 3260.